# Valérie Courtois
Valérie Courtois (ur. 1 listopada 1990 w Bilzen) – belgijska siatkarka grająca na pozycji libero, reprezentantka kraju. Karierę rozpoczęła w klubie Mevoc Bilzen. Brązowa medalistka mistrzostw Europy 2013. W sezonie 2014/2015 zawodniczka Budowlanych Łódź. Od sezonu 2017/2018 występuje we francuskiej drużynie Stade Paris Saint-Cloud.
Jej bratem jest Thibaut Courtois, bramkarz reprezentacji Belgii w piłce nożnej

## Sukcesy reprezentacyjne
Liga Europejska:
- 2013[4]

Mistrzostwa Europy:
- 2013

## Sukcesy klubowe
Puchar Belgii:
- 2009, 2013

Mistrzostwo Belgii:
- 2010, 2011, 2012
- 2009

Superpuchar Belgii:
- 2009, 2011

Puchar Niemiec:
- 2016

Mistrzostwo Niemiec:
- 2016

## Nagrody indywidualne
- 2013: Najlepsza libero Mistrzostw Europy[4]